# Нэш, Джордж Валентин
Джордж Валентин Нэш (англ. George Valentine Nash, 1864—1921) — американский ботаник, исследователь флоры Северной и Центральной Америки; один из первых исследователей флоры Пенсильвании.
Джордж Нэш работал в Нью-Йоркском ботаническом саду, занимал должность старшего садовника. Участвовал в полевых работах на Багамских островах, в Южной Флориде и на Гаити.
Описал около тысячи новых таксонов растений, в первую очередь из семейства Злаки (Poaceae).

## Научные работы
- North American Plants, Collected in Central Peninuslar Florida. — 1894—1895. Washington, DC[3].
- Revision of the genus Asimina in North America. // Bull. Torrey Bot. Club 23: 234—242. — 1896. (англ.)
- American Ginseng: Its Commercial History, Protection, And Cultivation. — 1898[4]. (англ.)
- Costa Rican Orchids («Орхидеи Коста-Рики»). — 1906. (англ.)
- North American Flora («Северо-американская флора»). — 1909. (англ.)

## В честь Джорджа Нэша
В честь Джорджа Нэша названо несколько видов растений, такие таксоны имеют видовой эпитет nashii. Список таксонов с видовым эпитетом nashii можно найти в базе данных International Plant Names Index (IPNI). Среди них:
- Asimina ×nashii Kral, 1960
- Limonium nashii Small, 1897 (= Limonium carolinianum (Walter) Britton, 1894).

Парк Нэша (Nash Park) в городе Клифтон (штат Нью-Джерси, США) также назван в честь Джорджа Валентина Нэша.